# Dantona busalis
Dantona busalis là một loài bướm đêm trong họ Noctuidae.